# Claude Ducert
Claude Ducert, né le 25 juillet 1934 à Martigny-le-Comte en Saône-et-Loire et mort le 12 avril 2024 à Toulouse (Haute-Garonne), est un homme politique français.

## Détail des fonctions et des mandats
Mandats locaux
- 1983 - 1992 : conseiller général du canton de Castanet-Tolosan
- 1971 - 2008 ; 2014 - 2016 : maire de Labège
- 1975 - 2001 ; 2014 - 2015 : président du Sicoval

Mandat parlementaire
- 12 juin 1988 - 1er avril 1993 : député de la 3e circonscription de la Haute-Garonne

## Distinctions
- Chevalier de la Légion d'honneur (2023)[2]